# Station Anderlues
Station Anderlues was een spoorwegstation langs de spoorlijn 110 in de plaats en gemeente Anderlues. Het station werd geopend op 20 maart 1876 en gesloten op 24 mei 1959.
0,0: Piéton ·
4,9: Anderlues ·
6,9: Ansuelle ·
9,8: Buvrinnes ·
12,3: Bienne-lez-Happart